# Hans von Rettig
Hans Fredric Leopold von Rettig, född 2 december 1894 i Åbo, Finland, död 22 maj 1979 på samma plats, var en finlandssvensk  industriman, skeppsredare och donator.
von Rettig var äldste son till Henning von Rettig och dennes hustru Anna von Horn. Efter studier vid Svenska samskolan i Åbo studerade han ekonomi vid Dresdens handelshögskola, men första världskrigets utbrott omöjliggjorde detta. Istället kom han 1914 direkt in i familjeföretaget P.C. Rettig & Co, som verkade inom tobaksbranschen. Han lärde känna verksamheten fån olika befattningar, dels i fabriken, dels på kontoret och blev dess prokurist 1920. Då fadern avled 1924, övertog han ledningen. Han stod sedan som ledare för familjeföretaget ända till 1976 men hade då från 1945 överlåtit den dagliga driften av fabriken till den lokala ledningen. År 1941 blev han aktieägare och styrelseordförande i den tidigare konkurrenten Ph. U. Strengberg & Co Ab, som tillverkade tobaksvaror i Jakobstad. Företagen drevs sedan parallellt och fusionerades först 1976.
Han förvärvade 1926 aktiemajoriteten i Ångfartygs Ab Bore, som 1887 grundats av farfadern Fredric von Rettig för trafik mellan Åbo och Stockholm. Hans Rettig hade ställningen som ordförande i Bores direktion (styrelse). Under hans tid utvecklades bolaget också inom internationell fraktfart, bland annat mot Sydamerika. På Östersjön ingick Bore från 1918 i det samarbete som 1957 blev Silja Line men lämnade passagerartrafiken 1980. Sedan 2016 har Bore nederländska ägare. 
I centrala Åbo lät han 1928 uppföra den byggnad som går under namnet Rettigska palatset. Det var familjens privata bostad till Rettigs död 1979 men är numera museum. Han innehade även Redelma gård i Pikis, numera S:t Karins stad samt Gröna udd vid Nådendal.
Hans von Rettig skänkte stora summor till kulturella ändamål, bland annat till Åbo svenska teater. Han bidrog till grundandet av den teologiska fakulteten vid Åbo akademi samt finansierade en professur i kulturhistoria vid Turun yliopisto, det finskspråkiga universitetet i Åbo. 
Han blev svensk vicekonsul i Åbo 1924 efter fadern och blev svensk konsul 1935, titulär generalkonsul 1942.   Han lämnade sin konsulära post 1966.  Av Finlands president fick han titlarna kommerseråd 1936 och bergsråd 1945. År 1958 promoverades han till ekonomie hedersdoktor vid Åbo akademi.
Hans von Rettigs första äktenskap var från 1923 med Edith Svensson (1902–?), med vilken han hade barnen Gilbert, född 1928 och Marianne, född 1931 . Andra äktenskapet var från 1948 med Disan Tengström, tidigare Lundkvist (1912–1991).
Han blev riddare av Vasaorden 1931 och senare kommendör av första klassen samt  riddare av  Nordstjärneorden 1936.